# Orrtjärnen (Sorsele socken, Lappland)
Orrtjärnen är en sjö i Sorsele kommun i Lappland och ingår i Umeälvens huvudavrinningsområde. Sjön har en area på 0,128 kvadratkilometer och ligger 340,9 meter över havet.

## Delavrinningsområde
Orrtjärnen ingår i det delavrinningsområde (725948-157360) som SMHI kallar för Ovan 725696-157656. Medelhöjden är 434 meter över havet och ytan är 26,85 kvadratkilometer. Det finns inga avrinningsområden uppströms utan avrinningsområdet är högsta punkten. Måskebäcken som avvattnar avrinningsområdet har biflödesordning 3, vilket innebär att vattnet flödar genom totalt 3 vattendrag innan det når havet efter 298 kilometer. Avrinningsområdet består mestadels av skog (81 procent) och sankmarker (11 procent). Avrinningsområdet har 0,13 kvadratkilometer vattenytor vilket ger det en sjöprocent på 0,5 procent.